# Marchantiopsis stoloniscyphulus
Marchantiopsis es un género monotípico de musgos hepáticas de la familia Marchantiaceae. Su única especie: Marchantiopsis stoloniscyphulus, es originaria de China.

## Taxonomía
Marchantiopsis stoloniscyphulus fue descrita por C.Gao & G.C.Zhang  y publicado en Bulletin of Botanical Research, Harbin 2: 114. f. 1. 1982.